# Oppersdorffowie

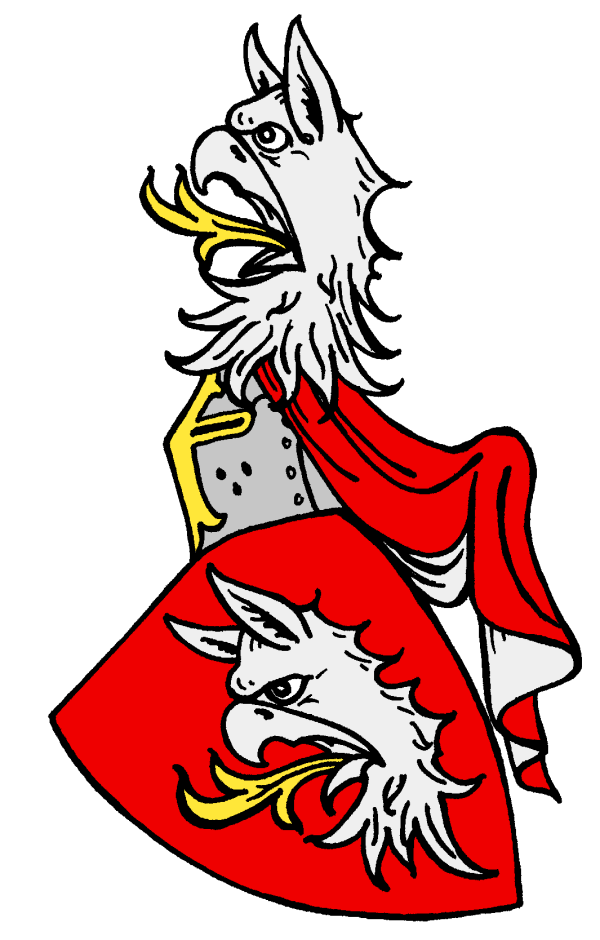
Herby Oppersdorfów

Oppersdorffowie – śląski ród szlachecki i arystokratyczny. Od 1554 r. baronowie cesarstwa, od 1626 r. hrabiowie cesarstwa.

## Dzieje rodu

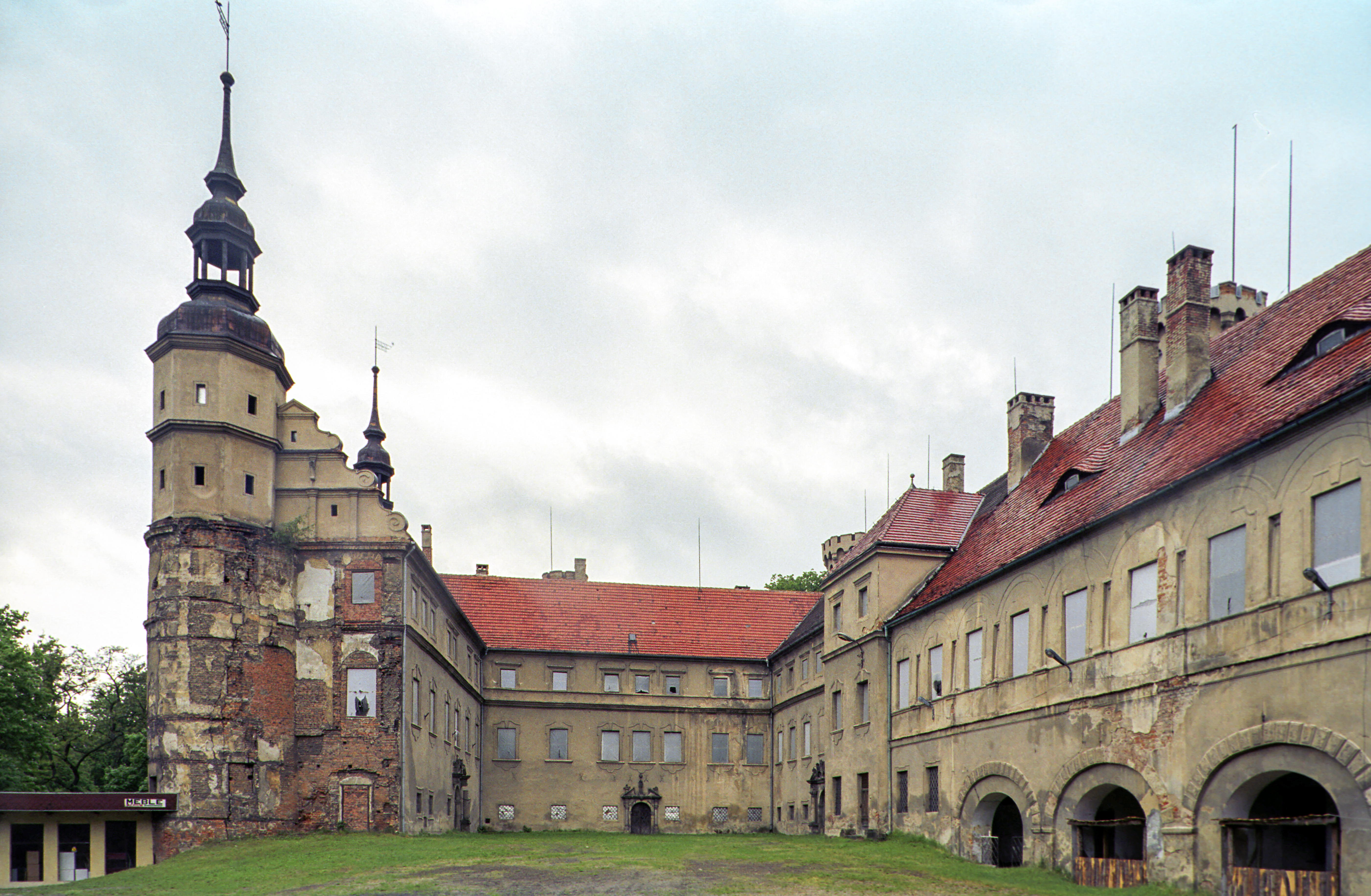
Głogówek. Dziedziniec zamku Oppersdorffów

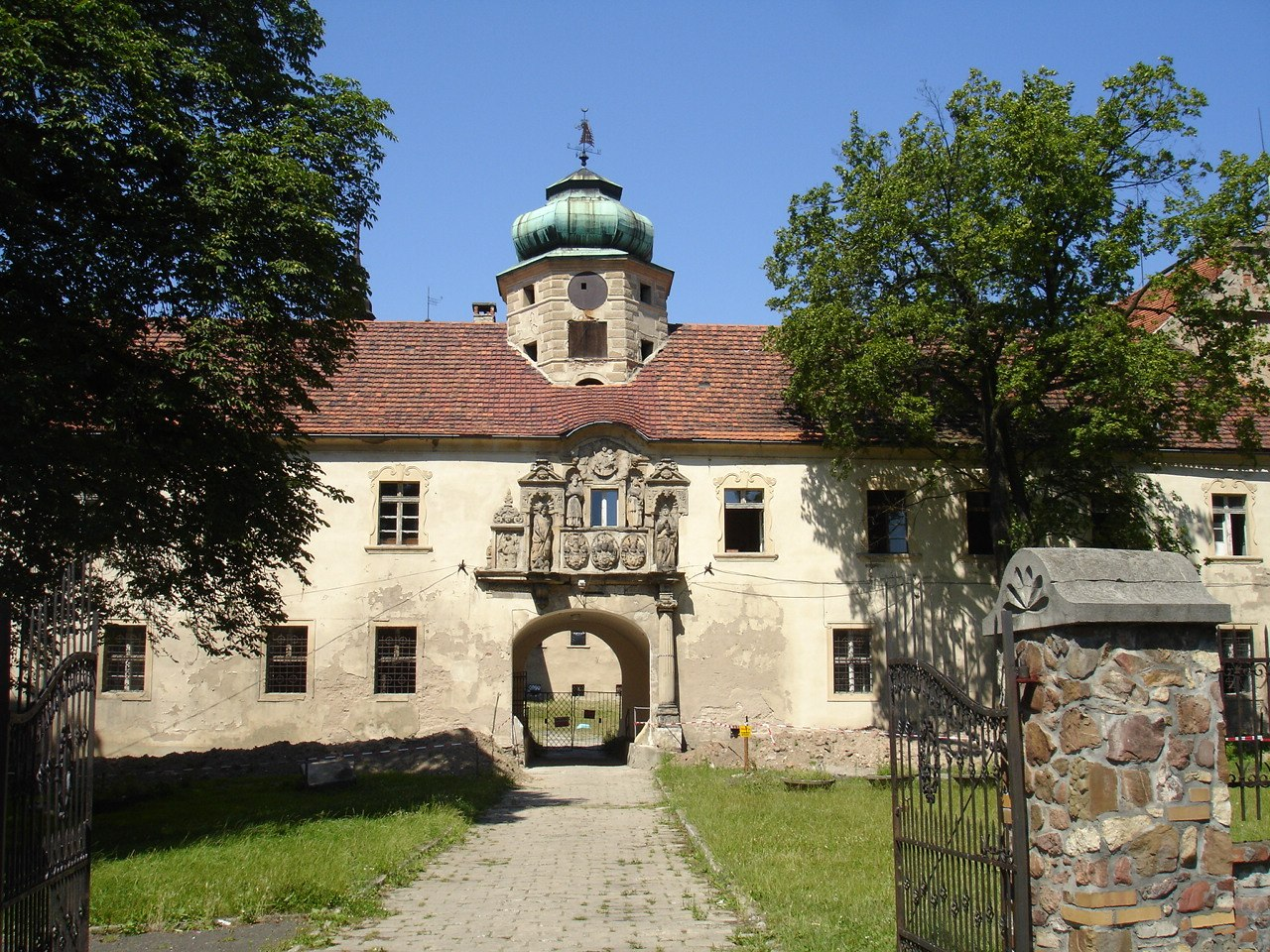
Głogówek. Budynek bramny

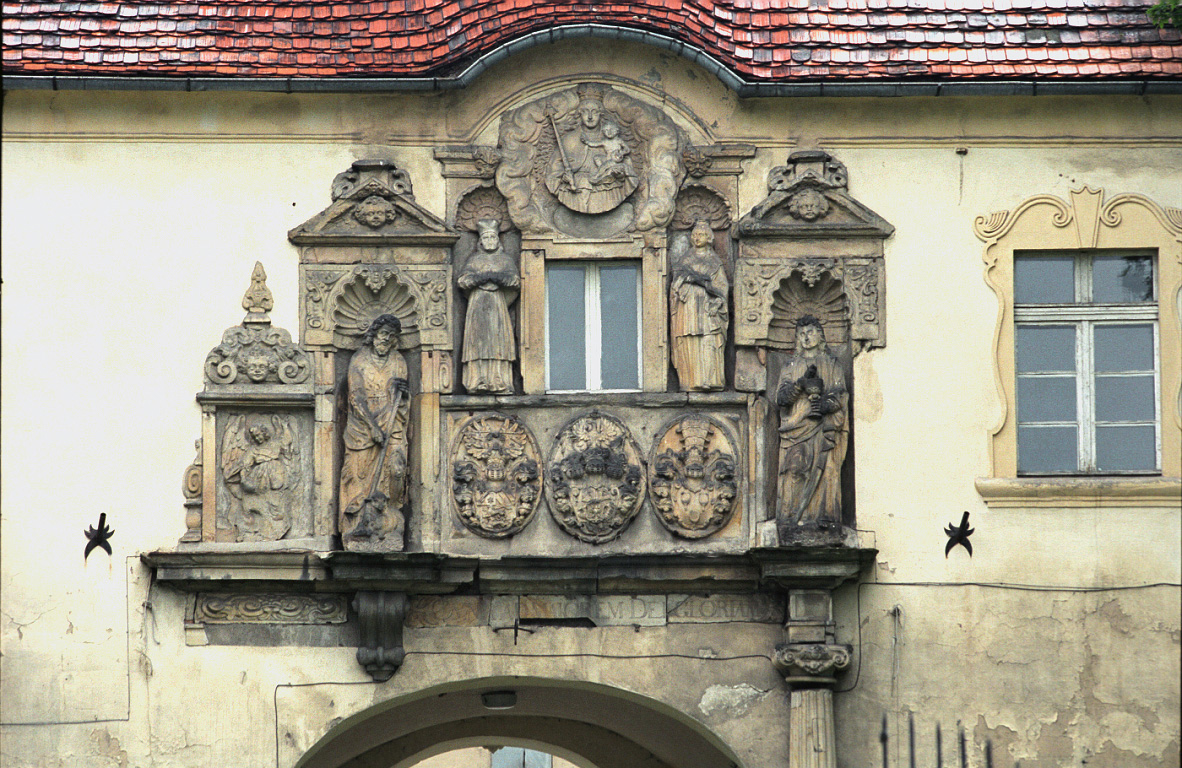
Głogówek. Ozdobny portal budynku bramnego

Pierwszy tytuł arystokratyczny – baronów cesarstwa z przydomkiem „von Aich und Friedstein” - został nadany trzem braciom: Hansowi, Jerzemu I i Wilhelmowi w Wiedniu 21 kwietnia 1554 r.
Najstarszy z braci Hans (zm. 1584 r.) poprzez małżeństwo z Magdaleną von Zedlitz nabył prawa do zamku Głogówek i okolicznych dóbr. Od 1561 r. posiadał je na prawie dzierżawy. Po jego bezpotomnej śmierci majątek odziedziczył syn Jerzego I, Jerzy II (zm. 1606 r.), który w 1595 r. stał się dziedzicznym właścicielem dóbr. Był radcą cesarskim i starostą księstwa opolsko-raciborskiego.
Jerzy II wraz z bratem Fryderykiem II zostali uznani 12 lutego 1601 r. za czeskich baronów. Syn Jerzego II, Jerzy III został hrabią cesarstwa na podstawie przywileju wystawionego w Wiedniu 22 czerwca 1626 r. Bracia Jerzego III, Fryderyk i Wacław tytułu hrabiów cesarstwa otrzymali 30 kwietnia 1635 r.
Jerzy III z dóbr głogóweckich utworzył 20 lutego 1642 r. fideikomis. Był cesarskim radcą i podskarbim oraz starostą opolsko-raciborskim.
Około 1634 r. hrabia Jerzy III wybudował w Głógówku kaplicę Grobu Chrystusa. W 1636 hrabia Jerzy wykupił frydeckie państwo stanowe.
W czasie wojny polsko-szwedzkiej w latach 1655-1660 r. (tzw. Potop szwedzki) hrabia Franciszek Euzebiusz Oppersdorff udzielił na swym zamku schronienia polskiemu królowi Janowi II Kazimierzowi Wazie i jego małżonce Ludwice Marii. Monarcha z małżonką przebywali w Głogówku od 17 października do 18 grudnia 1655 r. Podczas obrad sejmu w 1683, Franciszek Graf von Oppersdorff otrzymał indygenat na polskie szlachectwo wraz z herbem Kur. Został w ten sposób uhonorowany za zasługi położone podczas wojny ze Szwedami, która toczyła się za panowania króla Jana II Kazimierza.
Głogówek do 1714 r. należał do linii śląskiej Oppersdorffów, następnie do 1781 r. do linii morawskiej rodu, a następnie czeskiej. Linia czeska używała tytułu hrabiów już od 1700 r. Tytuł ten został uznany na Morawach i Śląsku w 1746 r.
W czasie podboju Europy przez cesarza Napoleona Bonaparte, uciekając przez francuskim władcą na zamku w 1806 r. schronił się Ludwig van Beethoven. Słynny kompozytor zadedykował swemu gospodarzowi - hrabiemu Franciszkowi - swą IV symfonię.
Pan na zamku Głogówek był od 12 października 1854 r. członkiem pruskiej Izby Panów.
Fideikomis głogówiecki został rozwiązany 21 marca 1935 r.

## Literatura
- A. Weigt, Krótka historia zamku w Głogówku, w: „Ziemia Prudnicka”, Rocznik 2001, s.157-161
- T. W. Lange, „W stronę Polski, albo nieodwzajemnione uczucie hrabiego Oppersdorffa”, w: „Ziemia Prudnicka”, Rocznik 2005, s.175-182